# Гольдерре
Гольдерре (перс. گلدره‎) — село на севере Ирана, в остане Тегеран. Входит в состав шахрестана Пардис. Является частью дехестана (сельского округа) Гольхендан бахша Бумехен.

## География
Село находится в центральной части остана, на расстоянии приблизительно 1 километра (по прямой) к северо-востоку от города Пардис, административного центра шахрестана. Абсолютная высота — 1939 метров над уровнем моря.

## Население
По данным переписи 2006 года население села составляло 243 человека (131 мужчина и 112 женщин). В Гольдерре насчитывалось 64 домохозяйства. Уровень грамотности населения составлял 51,9 %. Уровень грамотности среди мужчин составлял 54,2 %, среди женщин — 49,1 %.
В 2016 году в селе имелось 34 домохозяйства и проживало 123 человека (70 мужчин и 53 женщины).